# Ludwig Boltzmann
Ludwig Boltzmann (n. 20 februarie 1844, Viena, Imperiul Austriac – d. 5 septembrie 1906, Duino-Aurisina, Litoralul austriac, Austro-Ungaria) a fost un fizician și matematician austriac, membru al Academiei Austriece de Științe. A adus contribuții fundamentale la termodinamică și teoria cinetică a gazelor, dând explicația mecanismului prin care procesele macroscopice ireversibile rezultă din dinamica reversibilă a particulelor microscopice, și explicația statistică a principiului al doilea al termodinamicii.

## Biografie
A studiat la Viena, Heidelberg și Berlin. 
A fost profesor la Universitatea din Viena (1867), la Universitatea din Graz (1869), din nou la Viena (1873), apoi profesor de fizică experimentală la Graz (1876), de fizică teoretică la München (1890) și în final la Viena (1895).

## Contribuții
Marea sa realizare o constituie aplicarea matematicii în studiul fenomenelor fizicii.
Astfel, a generalizat legile teoriei cinetice a gazelor cu ajutorul metodelor statistice.
În 1877 a completat studiul termodinamicii, luând în considerare structura corpusculară a sistemelor fizice și mișcarea dezordonată a moleculelor și astfel a fundamentat pe cale cinetico-moleculară principiul al doilea al termodinamicii.
S-a ocupat cu teoriile lui Maxwell și cu teoriile dialecticii.
A stabilit constanta universală în fizică k (numită ulterior constanta Boltzmann), egală cu raportul dintre constanta gazelor perfecte, R și numărul de atomi/molecule dintr-un mol (numărul lui Avogadro, NA).
De asemenea, Boltzmann este cunoscut pentru lucrările sale asupra corpurilor solide cristaline, asupra radiației, în care pentru prima dată a aplicat ipoteza presiunii luminii a lui Maxwell.
A confirmat mișcarea de rotație a particulelor, preconizată de Lomonosov.
S-a ocupat și de principiile analitice ale mecanicii.

## Concepții filozofice
Boltzmann s-a ocupat și cu filozofia și a fost unul dintre adepții concepției atomiste științifice, situându-se ferm pe poziții materialiste în interpretarea fenomenelor fizice.
A combătut concepțiile idealiste ale lui Wilhelm Ostwald.

## Scrieri
- Vorlesungen über Maxwells Theorie der Elektrizität und des Lichtes (1896 - 1898)
- Vorlesungen über die Prinzipe der Mechanik (1897).